# Мішел Тіммс
Мішел Тіммс (англ. Michele Timms, 28 червня 1965) — австралійська баскетболістка.
Срібна призерка Олімпійських Ігор 2000 року, бронзова призерка 1996 року, учасниця 1988 року.
Бронзова призерка Чемпіонату світу 1998 року.